# Lipaphnaeus eustorgia
Lipaphnaeus eustorgia is een vlinder uit de familie van de Lycaenidae. De wetenschappelijke naam van de soort is voor het eerst gepubliceerd in 1924 door Gustaaf Hulstaert.
De soort komt voor in Congo-Kinshasa, Tanzania en Zambia.